# Чартванчай, Беркрерк
Беркрерк Чартванчай (тайск. เบิกฤกษ์ ชาติวันชัย) также известный как Тинапонг Хантанакул (англ. Tinapong Hantanakul; 25 октября 1944, Бангкок — 7 марта 2022) — тайский боксёр-профессионал, выступавший в наилегчайшей (Flyweight) весовой категории. Чемпион мира по версии ВБА (WBA).
Наилучшая позиция в мировом рейтинге: ??-й.

## Результаты боёв
| Бой | Дата | Соперник | Судьи | Место боя | Раундов | Результат | Дополнительно |
| --- | ---- | -------- | ----- | --------- | ------- | --------- | ------------- |
|     |      |          |       |           |         |           |               |
| Бой | Дата | Соперник | Судьи | Место боя | Раундов | Результат | Дополнительно |